# Diogo Cão
Diogo Cão (1440?– kolem 1486) byl portugalský mořeplavec a objevitel. V roce 1480 byl pověřen králem Janem II. průzkumem západoafrického pobřeží zahájeným jeho předchůdcem Jindřichem Mořeplavcem.

## První výprava podél Afriky
Diogo Cão se na přelomu roku 1481 a 1482 zúčastnil výpravy, která založila na Zlatém pobřeží pevnost São Jorge da Mina (Elmina). Odtud plul s jednou lodí dále podél pobřeží směrem na jih, kde objevil ústí řeky Kongo a poblíže postavil první padrão (kamenný pilíř ve tvaru kříže, nazývaných též padraun). Poté pokračoval dále na jih až k mysu Santa Maria, jižně od Benguely na 13°30´ jižní šířky, kde postavil druhé padrão. Na zpáteční cestě vplul do ústí Konga a pokusil se proniknout proti proudu řeky. Po jeho návratu do Portugalska zavládlo v zemi mínění, že co nejdříve bude nalezena cesta do Indie, proto král Jan II. odmítl nabídku Kryštofa Kolumba dostat se do Indie západní cestou.

## Druhá výprava podél Afriky
V roce 1485 při druhé výpravě se Diogo Cão znovu zastavil u Konga a pak proplul až k 22° jižní šířky, kde u mysu Cross na území dnešní Namibie vztyčil čtvrté padrão. Dodnes není objasněno, proč nepokračoval dále na jih. Na zpateční cestě navštívil území dnešního Konga a navázal s ním trvalé styky. Zemřel pravděpodobně při plavbě do Portugalska, anebo krátce po návratu. 
Diogo Cão objevil celkem 2500 kilometrů neznámého pobřeží, čímž připravil mapy pro další plavby Bartolomeu Diase, Vasco da Gamy a Pedro da Covilhã.